# Gouvernement Guéï
Duncan III Diarra I
Le gouvernement de transition Gueï fut créé le 4 janvier 2000, par décret n°2000-02.

## Composition du gouvernement de transition
Le gouvernement se compose comme suit :
- Président de la République, ministre de la Défense : Robert Guéï

- Ministre d'Etat chargé de la Sécurité : Lassana Palenfo
- Ministre d'Etat chargé des Infrastructures et des transports : Abdoulaye Coulibaly
- Ministre d'Etat chargé de la Panification, du développement et de la coordination du gouvernement : Seydou Diarra

- Ministre des Relations extérieures : Christophe M'Boua
- Ministre de l'Intérieur et de la décentralisation : Issa Diakité
- Garde des Sceaux, ministre de la Justice : Essy N'Gatta
- Ministre de l'Economie et des finances : N'Golo Coulibaly
- Ministre de la Francophonie et de la culture : Henriette Diabaté
- Ministre de l'Agriculture et des ressources animales : Luc Koffi
- Ministre du Commerce, de l'industrie et du tourisme : Daniel Anikpo
- Ministre de la Santé et de la protection sociale : Moriféré Bamba
- Ministre de l'Enseignement supérieur et de la recherche scientifique : Bailly Seri
- Ministre de l'Education nationale : Michel Amani N'Guessan
- Ministre de l'Enseignement technique et de la formation professionnelle : Léon Emmanuel Monnet
- Ministre de la Communication : Levy Niamkey
- Ministre de la Construction et de l'environnement : Vincent Lohoues
- Ministre de l'Emploi et de la fonction publique : Hubert Oulaye
- Ministre des Mines et de l'énergie : Daouda Thiam
- Ministre de la Solidarité et de la promotion de la femme : Constance Yaï
- Ministre de la Jeunesse et des sports : Mathias Doué
- Directeur générale de l'administration et du territoire : Konaté soualiho
- Aide de camp : Col. Fabien Coulibaly